# 수만
수만(타갈로그어: suman)은 필리핀의 찹쌀 요리이다. 찹쌀에 코코넛밀크를 넣고 바나나잎이나 코코야자 잎, 정종려 잎 등으로 싸서 쪄 내는 코코넛밥이며, 찹쌀 대신 카사바를 쓰기도 한다.

## 사진

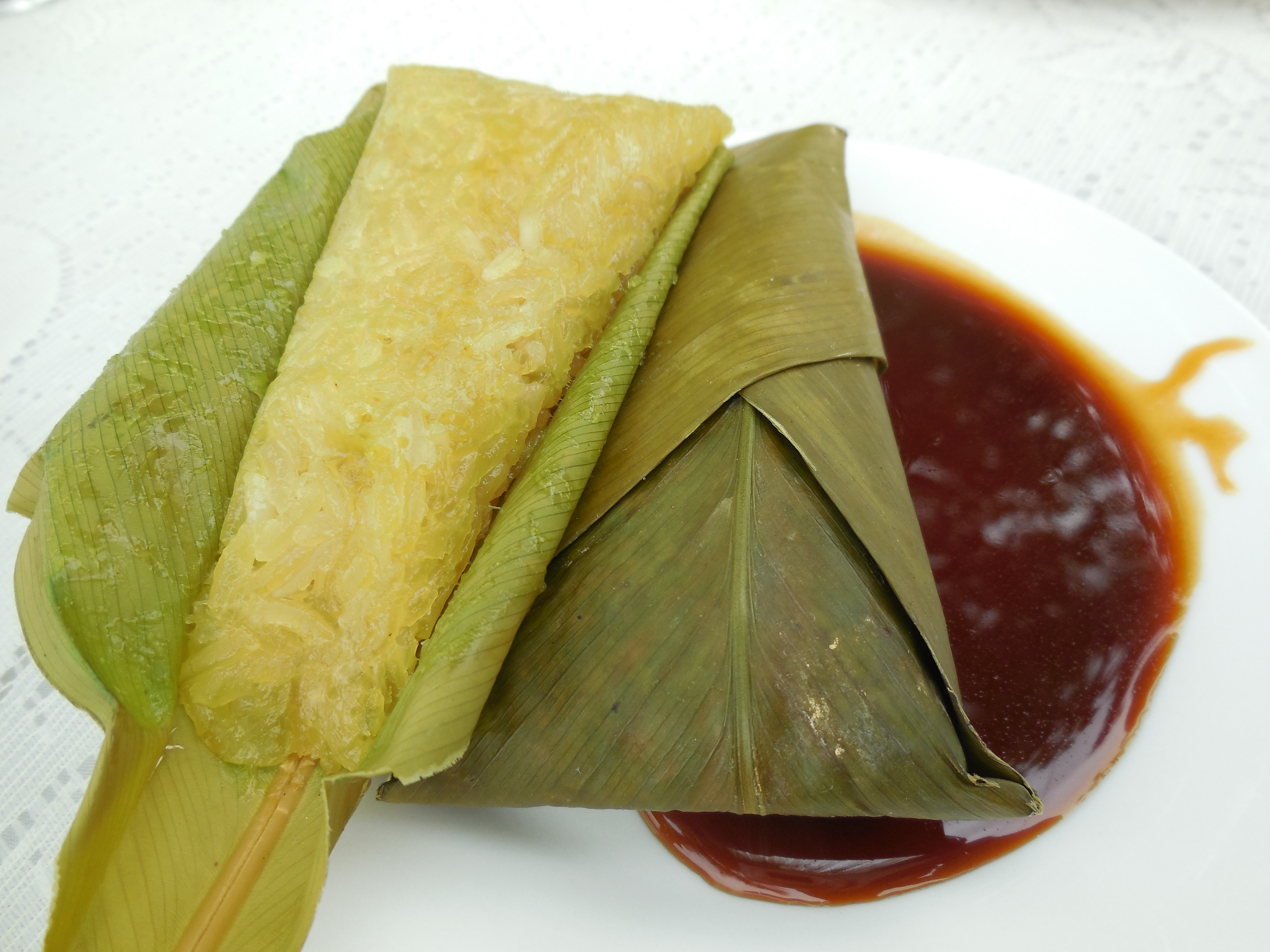
수만과 코코넛 시럽
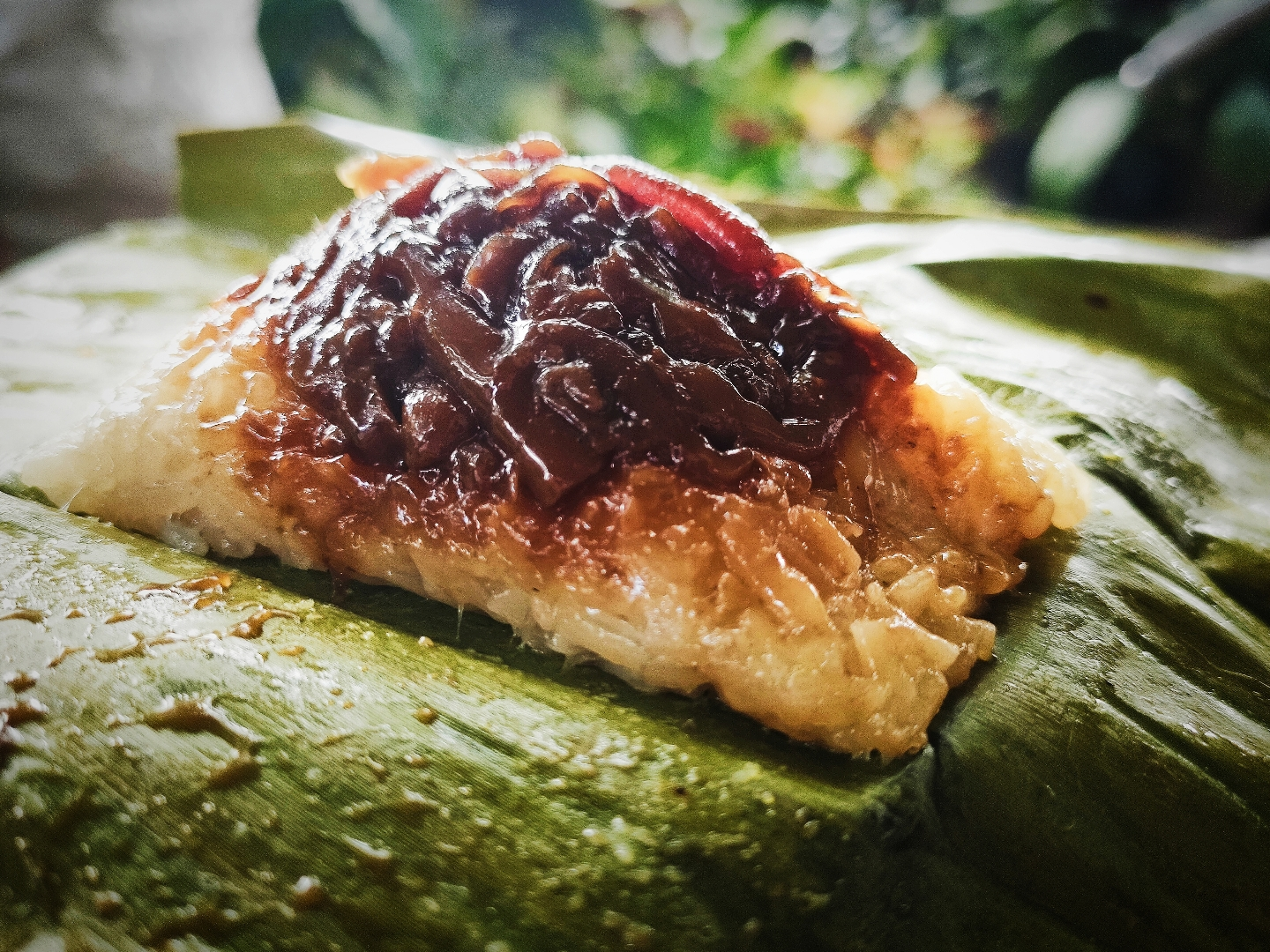
수만과 코코넛 시럽

## 같이 보기
- 르망